# Johnsonia teretifolia
Johnsonia teretifolia är en grästrädsväxtart som beskrevs av Stephan Ladislaus Endlicher. Johnsonia teretifolia ingår i släktet Johnsonia och familjen grästrädsväxter. Inga underarter finns listade i Catalogue of Life.